# Ettore Losini
Ettore Losini detto Bani (Bobbio, 28 marzo 1951) è un musicista e costruttore di strumenti musicali a fiato italiano.
Suonatore di piffero delle Quattro Province, ha fondato con Attilio Rocca di Ozzola (fisarmonica) il gruppo di musica tradizionale de I Müsetta, di cui fa parte, fin dal 1987 anche Piercarlo Cardinali (müsa/chitarra) di Piacenza.
Di recente, anche dopo l'uscita dal gruppo di Attilio Rocca per motivi di età, sono entrati nel gruppo nuovi giovani musicisti, Marion Reinhard al fagotto e piffero stabilitasi a Bobbio dalla Germania e l'alternarsi di fisarmonicisti come Fabio Paveto e ultimamente Davide Balletti nipote di Attilio Rocca.
Musicista autodidatta ha incominciato la sua carriera suonando una fisarmonica a bottoni per passare poi al piffero. Attivo fin da ragazzo ha accumulato negli anni della sua lunga carriera un'approfondita conoscenza del repertorio da piffero, che fa di lui uno dei più importanti portatori della tradizione, in questo caso musicale, della val Trebbia.
Come portatore della tradizione è stato chiamato a suonare in Francia, Spagna, Irlanda, Paesi Bassi.
Il suo soprannome Bani deriva dal nome di suo padre, Colombano, nome molto diffuso a Bobbio che viene abbreviato in bani o croban o ban.
Nel suo laboratorio di Degara (frazione di Bobbio) costruisce pifferi, cornamuse, müse (cornamuse appenniniche).

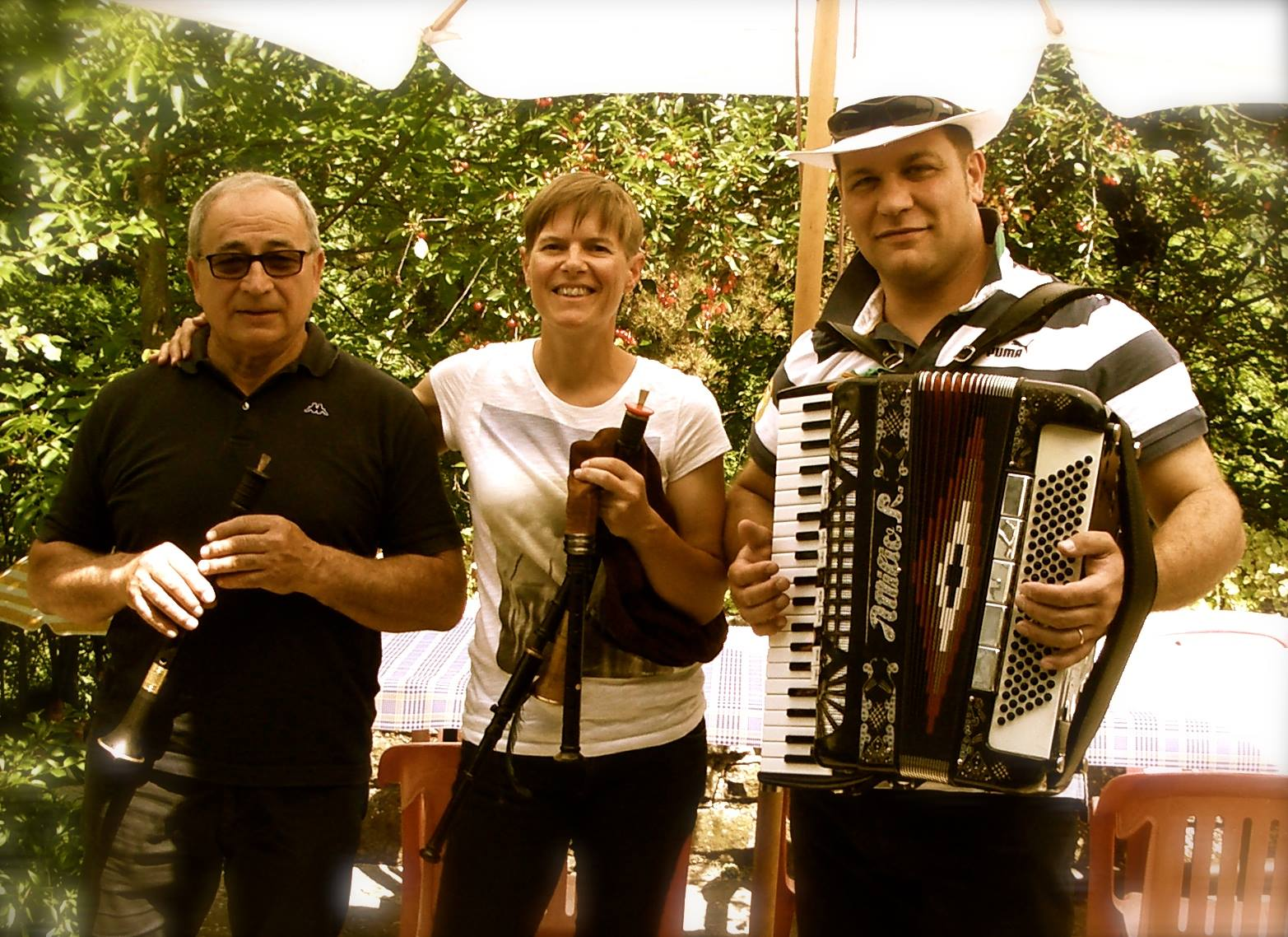
Ettore Losini Bani al piffero con il gruppo I Müsetta assieme a Marion Reinhard e Davide Balletti

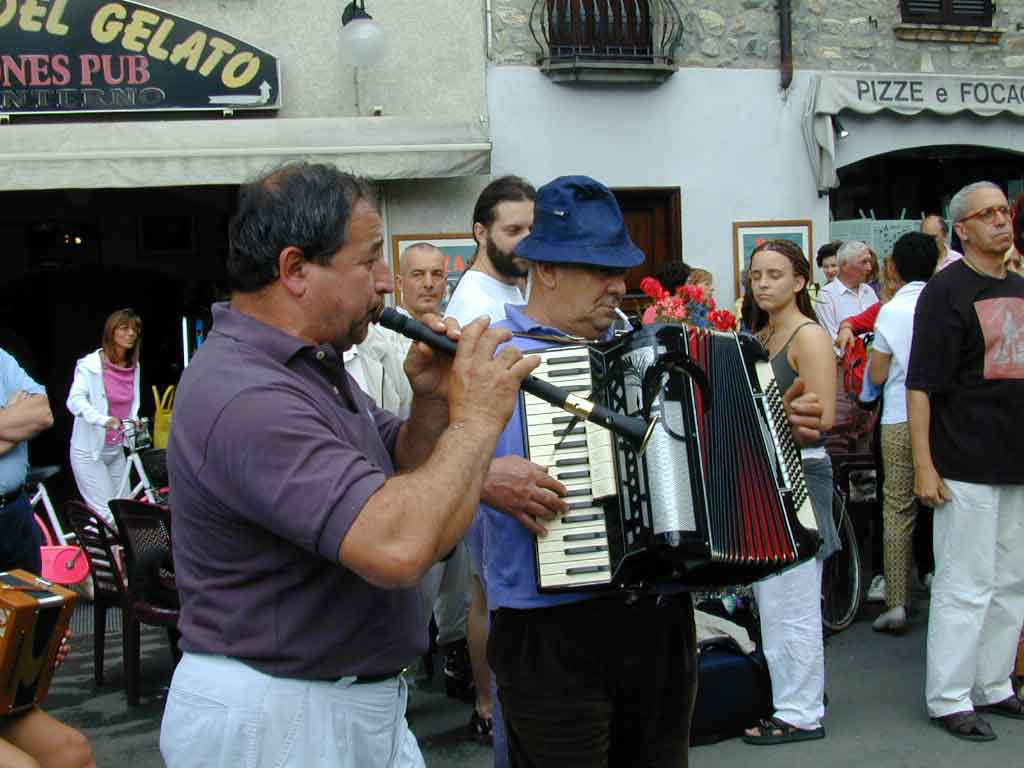
Ettore Losini con Attilio Rocca nella piazza di Bobbio (PC) nel 2003

## Discografia
- I Müsetta: Bani e Tiglion / Ettore Losini "Bani" : piffero, voce; Attilio Rocca "Tilion" : fisarmonica, voce; Maria Rosa Mulazzi: voce. Madau dischi: Sesto San Giovanni
- 1985 I Müsetta: Bani e Tiglion. 2 / Ettore Losini "Bani" : piffero, voce; Attilio Rocca "Tilion" : fisarmonica, voce; Maria Rosa Mulazzi: voce; Francesco Bonomini: bouzouki. Madau dischi, Frorias: Sesto San Giovanni
- 1988 I Musetta: Cme müza e péinfar: musica tradizionale delle Quattro Province/ Ettore Losini "Bani" : piffero, voce; Attilio Rocca "Tilion" : fisarmonica; Pier Carlo Cardinali: müsa; Maria Rosa Mulazzi: voce. Robi droli: San Germano
- 1995  I Musetta: Mond e paiz e mond /Ettore Losini "Bani" : piffero, voce; Attilio Rocca "Tilion" : fisarmonica, voce; Claudio Rolandi: fisarmonica; Pier Carlo Cardinali: müsa, piva di Mareto, contromusa, chitarra, voce; Devis Longo: armonium; Mariarosa Mulazzi: voce
- 2001 I Musetta: La vulp la vâ 'ntla vigna /Ettore Losini "Bani" : piffero, miffero, voce; Attilio Rocca "Tilion", fisarmonica, voce; Pier Carlo Cardinali: müsa, piva, chitarra; Mariarosa Mulazzi: voce; Franco Guglielmetti: fisarmonica; Maria Maddalena Scagnelli, Bruno Raiteri: violino; Maurizio Martinotti: ghironda; Devis Longo: ocarina. Folkclub-Ethnosuoni: Casale Monferrato
- 2004 Tilion / Attilio Rocca "Tilion" : fisarmonica; Ettore Losini "Bani" : piffero, voce; Stefano Valla: piffero, voce; Pier Carlo Cardinali: müsa, piva, chitarra, voce; Gigi Lanzoni: chitarra acustica; Maurizio Martinotti: ghironda, scacciapensieri; Marco Domenichetti: flauto dolce. Folkclub-Ethnosuoni: Casale Monferrato
- 2012 Musicisti vari: Martéla la Paja / Ettore Losini "Bani": piffero, flauto, voce; Marion Reinhard: fagotto, piffero; Pier Carlo Cardinali: müsa, piva, chitarra, voce; Davide Balletti: fisarmonica  — Folkclub-Ethnosuoni: Casale Monferrato

## Compilation
- 2002 Tribù italiche: Emilia-Romagna—EDT
- 2005 Soffi d'ancia - Radici music Records